# Julian Seymour Schwinger
Julian Seymour Schwinger, ameriški fizik in matematik, * 12. februar 1918, New York, New York, ZDA, † 16. julij 1994, Los Angeles, Kalifornija, ZDA. 
Schwinger je skupaj z drugimi fiziki oblikoval teorijo renormalizacije in napovedal pojav elektronsko-pozitronskih parov, poznan kot Schwingerjev pojav. Leta 1965 je prejel Nobelovo nagrado za svoje delo na področju kvantne elektrodinamike (QED).

## Življenje in delo
Schwinger je že zelo zgodaj pokazal zanimanje za fiziko, objavil svoj prvi fizikalni članek pri šestnajstih in je študiral na Kolidžu mesta New York. Tukaj so mu omogočili, da je lahko razvil svoje sposobnosti. Doktoriral je leta 1939 na Univerzi Columbia, kjer je bil njegov mentor Rabi, z disertacijo O magnetnem sipanju nevtronov (On the Magnetic Scattering of Neutrons) pa je napisal že dve leti prej. Takrat še ni dobil doktorata, ker ni hodil na matematična predavanja, čeprav je po Uhlenbeckovih besedah, ki je takrat doktorandom predaval matematiko, znal vso snov tekoče. Schwinger je zatem od 1939 do 1941 delal na Univerzi Kalifornije v Berkeleyju, na koncu kot Oppenheimerjev asistent, pozneje pa je zasedel mesto na Univerzi Purdue.
Med 2. svetovno vojno je od leta 1943 delal v sevalnem laboratoriju Tehnološkega inštituta Massachusettsa (MIT), kjer je teoretično pomagal razvijati radar. V tem času je začel uporabljati svoje znanje o sevanju v kvantni fiziki. Nekaj časa je delal z Wignerjem na Univerzi v Chicagu, seveda tudi zaradi tedanjih vojaških potreb. To delo v zvezi z ameriško jedrsko bombo mu ni bilo povšeči, zato se je vrnil nazaj k Uhlenbeckovi skupini v Boston.
Po vojni je zapustil Univerzo Purdue in odšel na Univerzo Harvard, kjer je poučeval med letoma 1945 do 1974. Poročil se je leta 1947. V tem času je razvil pojem renormalizacije, ki je pojasnil Lambov pomik v magnetnem polju elektrona. V svojem raziskovanju fizike osnovnih delcev je ugotovil, da bodo nevtrini obstajali v več oblikah, skupaj z leptoni, kot sta elektron in mion.
Pozneje je bil nezadovoljen z zapletenostjo drugih razlag preskusov v fiziki delcev in je razvil teorijo izvira (?), ki je opisovala gravitone, fotone in druge delce poenoteno.
Naprej je razvijal renormalizacijske postopke ter pojme umeritvenih in relativističnih invariant - delo, ki ga je začel Fok.
Leta 1974 je odšel na Univerzo Kalifornije v Los Angelesu, kjer je naprej razvijal svojo teorijo izvira. Tukaj je ustanovil odlično šolo in odlične postopke poučevalskih spretnosti, saj so trije njegovi študenti prejeli Nobelove nagrade, več kot sedemdeset pa jih je doktoriralo. Vsako njegovo predavanje nikoli ni bilo enako in njegova podajanja so enačili z umetnostjo.
Bil je mentor več kot sedemdesetih doktorandov. Štirje njegovi učenci so prejeli Nobelovo nagrado, Roy Jay Glauber, Ben Roy Mottelson, Sheldon Lee Glashow in Walter Kohn (za kemijo).